# Cephalopholis cyanostigma
Cephalopholis cyanostigma е вид бодлоперка от семейство Serranidae. Видът не е застрашен от изчезване.

## Разпространение
Разпространен е в Австралия, Бруней, Виетнам, Източен Тимор, Индонезия, Камбоджа, Малайзия, Мианмар, Палау, Папуа Нова Гвинея, Сингапур, Соломонови острови, Тайланд и Филипини.